# Cyclus van Meton
De cyclus van Meton is een negentienjarige periode of cyclus, waarin 235 lunaties plaatsvinden. Na deze cyclus staan zowel de zon als de maan weer in dezelfde positie. Na 19 jaar vallen de maanfasen dus weer op dezelfde dagen van de maand.
De cyclus van Meton is genoemd naar de Griekse astronoom Meton van Athene. Meton gebruikte de cyclus om in 432 v.Chr. een kalender op te stellen die zowel op de beweging van de zon als de maan is gebaseerd. In de negentienjarige cyclus zijn de jaren 3, 5, 8, 11, 13, 16 en 19 schrikkeljaren met 13 maanden. De maanden zijn meestal deels 29 en deels 30 dagen lang. Afhankelijk van het aantal van elk kan het aantal dagen in een cyclus variëren. Er kunnen bijvoorbeeld 125 maanden van 30 dagen en 110 maanden van 29 dagen in voorkomen, in totaal dus 6940 dagen. Dat is minder dan een halve dag langer dan 19 tropische jaren. Bovendien is deze periode vrijwel gelijk aan 255 draconitische maanden.
De cyclus van Meton werd nadien verbeterd door de eveneens Griekse astronoom Callippus. Callippus vatte de vier cycli samen in een nieuwe grotere cyclus van 76 jaar, de cyclus van Callippus. Hierdoor werden eerdere onnauwkeurigheden weggewerkt.
Volgens de chronologen Parker en Dubberstein zijn er aanwijzingen dat een dergelijke cyclus reeds voor Meton werd gebruikt door de Babyloniërs, vanaf 500 v.Chr.

## Toepassingen
De cyclus van Meton, ook wel metonische cyclus genoemd, is in Athene waarschijnlijk enige tijd toegepast en heeft de tijdrekening in Mesopotamië en India beïnvloed. Het joodse jaar werd gestandaardiseerd op basis van de cyclus van Meton, en in de christelijke kalender wordt uit de negentienjarige periode van de cyclus van Meton het gulden getal afgeleid voor de berekening van de paas- en pinksterdatum.
Een historisch zeer belangrijke toepassing van de metonische cyclus in de Alexandrijnse kalender en in de juliaanse kalender was de metonische 19-jarige maancyclus. Rond AD 260 was de Alexandrijnse rekenmeester Anatolius de allereerste die een versie van dit efficiente computistische instrument voor het bepalen van de datum van Paaszondag construeerde. Het was echter Annianus’ versie (rond AD 400) van de metonische 19-jarige maancyclus die uiteindelijk als de basisstructuur van Beda Venerabilis’ Paastabel (AD 725) in bijna heel de christenheid voor lange tijd de overhand zou krijgen, althans tot in het jaar 1582, toen de juliaanse kalender werd vervangen door de gregoriaanse kalender.

## Voetnoten
1. ↑  De Cyclus van Meton | RadixPro
2. ↑  R.A. Parker en W.H. Dubberstein, Babylonian Chronology, 626 B.C.–A.D. 75, 1971, blz. 1, 3, 6.
3. ↑  Zuidhoek (2019) 16-17
4. ↑  Declercq (2000) 65-66
5. ↑  Zuidhoek (2019) 70